# Сен-Крепен-Ібувіллер
Сен-Крепен-Ібувіллер (фр. Saint-Crépin-Ibouvillers) — муніципалітет у Франції, у регіоні О-де-Франс, департамент Уаза. Сен-Крепен-Ібувіллер утворено 1 січня 2015 року шляхом злиття муніципалітетів Монтерлан i Сен-Крепен-Ібувілле. Адміністративним центром муніципалітету є Сен-Крепен-Ібувілле. Населення — 1586 осіб (01.01.2021).